# Catoria viridaria
Catoria viridaria är en fjärilsart som beskrevs av Arnold Pagenstecher 1888. Catoria viridaria ingår i släktet Catoria och familjen mätare. Inga underarter finns listade i Catalogue of Life.